# Olympiade von Gotland
Mit den Stångaspielen (schwedisch Stångaspelen) findet jedes Jahr am zweiten Wochenende im Juli auf der Wiese Stängmalmen im Ort Stånga ein sportliches Ereignis statt, das auch als Olympiade von Gotland (schwedisch Gutarnas olymp) bekannt ist. Die Spiele wurden erstmals 1924 abgehalten, doch ihr Ursprung reicht, wie der der Highland Games in Schottland, weiter zurück.

## Gotländischer Fünfkampf
Bestritten wird der Gotländische Fünfkampf (Gutnisk femkamp), zu dem
- 100-Meter-Lauf,
- Hochsprung,
- varpa (Steinwerfen),
- pärk (ein Ballspiel) und
- stängstörtning (Baumstammwerfen) gehören.

Ziel ist es, sich jeweils für die nächste Disziplin zu qualifizieren. Am Schluss bleiben zwei Sportler übrig, die den Gesamtsieger im Ringkampf (ryggkast) unter sich ausmachen.

### Varpkastning
Die populärste gotländische Sportdisziplin ist das auch Varpkastning genannte Steinwerfen. Seine Wurzeln hat er vermutlich in der Wikingerzeit. Zwei Spieler oder Teams zielen über eine Distanz von 20 m (Frauen: 15 m) mit einem diskusähnlichen Stein auf eine Reihe von in das Spielfeld gesteckten Stäben. Wer dem Stab am nächsten kommt, hat ihn gewonnen, wobei der Stein vom Gegner weggekickt werden kann. Aus diesem Grund ist der Stein bis zu 5 kg schwer und die Spieler versetzen ihn in Rotation, damit er sich in den Boden gräbt und nicht mehr rollen kann. Sieger ist die Mannschaft, die als erste 12 Stäbe gewonnen hat. Der Sport kommt in mehreren Variationen vor. Beim centimeter kastning erfolgen 36 Würfe, bei denen die Abstände zum Stab gemessen werden. Am Schluss zählt man die Ergebnisse zusammen. Wer auf die wenigsten Zentimeter kommt, hat gewonnen.

### Pärk
Viele Zuschauer zieht auch das Pärk oder Pärkspelet an, ein Ballspiel, das – grob vereinfacht – wie Tennis ohne Schläger aussieht. Alljährlich melden rund 70 Mannschaften ihre Teilnahme an. Vermutlich kam der Sport im Mittelalter auf die Ostseeinsel, durch jemanden der in Nordfrankreich das Jeu de Paume gesehen hatte, mit dem Adelige ihre Kräfte maßen. Das gotländische Pärk wird mit zwei Mannschaften von jeweils sieben Spielern ausgetragen. Der Ball ist so groß wie ein Tennisball und besteht aus einem Netzgeflecht mit dünner Lederhaut. Ziel der aufschlagenden Mannschaft ist es, den Ball mit der bloßen Hand so hart in das 200 × 70 cm große Feld zu schlagen, dass der Verteidiger keine Möglichkeit hat, ihn wieder ins Spiel zu bringen.

### Stångstörtning
Eine kräfteraubende Disziplin ist das Stångstörtning, bei dem es gilt, einen 26 kg schweren und 4,5 m langen Baumstamm so weit wie möglich zu werfen. Es ähnelt dem Tossing the Caber der Highland Games. Tatsächlich sind Gotland und Schottland die einzigen europäischen Regionen, in denen sich dieser Sport erhalten hat, wenn auch mit unterschiedlichen Regeln. Auf Gotland entscheidet die Weite, in Schottland die Richtung des liegenden Baumstamms.